# 호세 로드리게스 마르티네스
호세 로드리게스 마르티네스(스페인어: José Rodríguez Martínez, 1994년 12월 16일, 발렌시아 지방 비야호요사 ~)는 스페인의 프로 축구 선수로, 현재 위니옹 SG의 중앙 미드필더이다.
레알 마드리드 유소년부 졸업생으로, 주로 2군에서 활약하다가 데포르티보로 임대를 갔었고, 이후 갈라타사라이에 매각되었다.
로드리게스는 U-21 연령대까지 스페인 국가대표로 출전한 경험이 있다.

## 클럽 경력

### 레알 마드리드
발렌시아 지방 알리칸테 주 비야호요사에서 롬족 혈통의 부모 사이에서 난 로드리게스는 유소년부 소속으로 3개의 구단에서 활약했는데, 프로 무대에 등장하기 전 14세에 레알 마드리드에 합류하였다. 그는 그로부터 3년 후에 세군다 디비시온에 레알 마드리드 카스티야의 일원으로 성인 무대 첫 경기를 치렀다.
2012년 10월 30일, 주제 모리뉴 감독은 알코야노와의 코파 델 레이 경기를 앞두고 로드리게스를 1군에 처음으로 차출했다. 그는 4-1로 이긴 그 원정 경기에서 후반 시작과 함께 교체로 들어가 마드리드의 3번째 골을 득점했다.
2012년 12월 1일, 로드리게스는 2-0으로 이긴 아틀레티코 마드리드와의 경기에서 막판에 출전해 라 리가 데뷔전을 치렀다. 사흘 후, 그는 4-1로 이긴 아약스와의 경기에서 카카와 교체되어 들어가 17세 354일로 레알 마드리드 역사상 최연소 UEFA 챔피언스리그 경기 출전 선수로 기록되었다.
2013-14 시즌, 로드리게스는 카스티야 소속으로 37경기에 출전해 4골을 넣었지만, 소속 선수단은 세군다 디비시온 B로 강등되었다. 그는 한 시즌에 경고를 14번 받았고, 알프레도 디 스테파노 경기장에서 벌어진 바르셀로나 B와의 2014년 2월 15일자 경기에서는 3-1로 이겼지만, 퇴장을 당했다.
2014년 7월 22일, 로드리게스는 데포르티보로 1년 임대로 떠났다. 그는 27번의 공식 경기에 출전했고, 소속 구단은 간신히 강등을 면했다. 그는 라요 바예카노와 그라나다와의 안방 경기에서 1골씩 2골을 득점했고, 모두 2-2로 비겼다.

### 갈라타사라이
2015년 여름, 로드리게스는 4년 계약에 합의를 보고 갈라타사라이에 입단했다. 8월 15일, 시바스스포르와의 쉬페르리그 개막전에 결장한 그는 9일 후 1-2로 패한 오스만르스포르와의 튀르크 텔레콤 아레나 안방 경기에 선발로 출전해 신고식을 치렀다.

### 마인츠 05
2016년 6월 29일, 로드리게스는 독일의 마인츠 05와 4년 계약을 맺고 이적했다. 그는 1-3으로 패한 아우크스부르크와의 안방 경기에서 분데스리가 첫 경기를 치렀는데, 출전 시간은 5분에 그쳤고, 상대의 도미니크 코어를 거칠게 저지했다.
2017년 1월 이적 시장 말일, 로드리게스는 6월까지 말라가로 임대되었다. 그는 2-1로 이긴 라스 팔마스와의 안방 경기에서 2번째 경기에 출전했는데, 경고 누적으로 또다시 퇴장을 당했다.

## 국가대표팀 경력
로드리게스는 리투아니아에서 열린 2013년 UEFA U-19 축구 선수권 대회에서 스페인 선수단의 주장을 맡았다. 프랑스와의 준결승전에서, 그는 11미터 지점에서 선제골을 넣었지만, 연장전 끝에 1-2로 패했다.

## 경력 통계
2018년 8월 28일 기준
| 클럽                     | 시즌      | 리그 | 리그 | 컵   | 컵 | 대륙 | 대륙 | 합계 | 합계 |
| 클럽                     | 시즌      | 출장 | 골   | 출장 | 골 | 출장 | 골   | 출장 | 골   |
| ------------------------ | --------- | ---- | ---- | ---- | -- | ---- | ---- | ---- | ---- |
| 레알 마드리드 B          | 2012–13   | 24   | 0    | —    | —  | —    | —    | 24   | 0    |
| 레알 마드리드 B          | 2013–14   | 37   | 4    | —    | —  | —    | —    | 37   | 4    |
| 합계                     | 합계      | 61   | 4    | —    | —  | —    | —    | 61   | 4    |
| 레알 마드리드            | 2012–13   | 1    | 0    | 2    | 1  | 1    | 0    | 4    | 1    |
| 합계                     | 합계      | 1    | 0    | 2    | 1  | 1    | 0    | 4    | 1    |
| 데포르티보 (임대)        | 2014–15   | 25   | 2    | 2    | 0  | —    | —    | 27   | 2    |
| 합계                     | 합계      | 25   | 2    | 2    | 0  | —    | —    | 27   | 2    |
| 갈라타사라이             | 2015–16   | 14   | 0    | 6    | 0  | 3    | 0    | 23   | 0    |
| 합계                     | 합계      | 14   | 0    | 6    | 0  | 3    | 0    | 23   | 0    |
| 마인츠 05                | 2016–17   | 2    | 0    | 2    | 0  | 1    | 0    | 5    | 0    |
| 합계                     | 합계      | 2    | 0    | 2    | 0  | 1    | 0    | 5    | 0    |
| 말라가 (임대)            | 2016–17   | 6    | 0    | 0    | 0  | —    | —    | 6    | 0    |
| 합계                     | 합계      | 6    | 0    | 0    | 0  | —    | —    | 6    | 0    |
| 마카비 텔아비브 (임대)   | 2017–18   | 19   | 2    | 3    | 0  | —    | —    | 22   | 2    |
| 합계                     | 합계      | 19   | 2    | 3    | 0  | —    | —    | 22   | 2    |
| 포르튀나 시타르트 (임대) | 2018–19   | 0    | 0    | 0    | 0  | —    | —    | 0    | 0    |
| 합계                     | 합계      | 0    | 0    | 0    | 0  | —    | —    | 0    | 0    |
| 경력 합계                | 경력 합계 | 128  | 8    | 15   | 1  | 5    | 0    | 148  | 9    |

## 수상
갈라타사라이
- 튀르키예 쿠파스: 2015–16

마카비 텔아비브
- 토토 컵: 2017–18